# Cyathea cumingii
Cyathea cumingii är en ormbunkeart som beskrevs av Bak. Cyathea cumingii ingår i släktet Cyathea och familjen Cyatheaceae. Inga underarter finns listade.